# Melville (cràter)
Melville és un cràter d'impacte en el planeta Mercuri de 146 km de diàmetre. Porta el nom del novel·lista estatunidenc Herman Melville (1819-1891), i el seu nom va ser aprovat per la Unió Astronòmica Internacional el 1976.